# 北方設計研究院
北方設計研究院有限公司，是在2010年成立（由北方设计研究院和北方勘察设计研究院合併），前身是二机部二局第一研究所（1952年成立）、一机部第五设计院（1958年成立），以及五机部第五设计院（1963年成立），位于河北省石家莊市，中国兵器工业集团公司旗下公司。現任董事長及總裁姜泽栋。
主要業務程咨询、工程设计服务、工程总承包和工程勘察设计。

## 外部連結
- 北方設計研究院有限公司（页面存档备份，存于）